# Sarsiellinae
Sarsiellinae is een onderfamilie van kreeftachtigen uit de klasse van de Ostracoda (mosselkreeftjes).

## Geslachten
- Adelta Kornicker, 1975
- Alphasarsiella Kornicker, 1995
- Ancohenia Kornicker, 1976
- Anscottiella Kornicker, 1975
- Chelicopia Kornicker, 1958
- Cymbicopia Kornicker, 1975
- Eurypylus Brady, 1869
- Eusarsiella Cohen & Kornicker, 1975
- Junctichela Kornicker & Caraion, 1978
- Metasarsiella Kornicker, 1991
- Neomuelleriella Kornicker, 1986
- Parasarsiella Poulsen, 1965
- Sarsiella Norman, 1869
- Spinacopia Kornicker, 1969